# Lyonnais (1856)
Le Lyonnais  fu un piroscafo da carico e trasporto passeggeri francese, appartenente alla Compagnie Franco-Americaine, affondato per collisione con il brigantino Adriatic il 2 novembre 1856, con la morte di 116 persone.

## Storia
La nave trasporto passeggeri Lyonnais fu costruita nel 1855 dal cantiere navale Laird, Son & Co. a Birkenhead, nel Regno Unito, per la Compagnie Franco-Americaine, con sede a Parigi, ed era una delle sei navi destinate ai servizi transatlantici di trasporto passeggeri e postale tra Le Havre in Francia e il Nord e il Sud America. Costruita a metà del XIX secolo, la nave lunga 82,9 m, dislocava 1.600 tonnellate di stazza lorda, ed era dotata sia armamento velico integrato da un motore a vapore. Lo scafo era in ferro e l'elica era a vite, un'innovazione molto recente all'epoca.
La Lyonnais fu varata nel gennaio del 1856 ed effettuò due viaggi a Rio de Janeiro prima di effettuare la sua prima traversata tra Le Havre e New York nell'ottobre del 1856. Nella notte tra l'1 e il 2 novembre, poco dopo aver lasciato il porto di New York per il viaggio di ritorno in Francia al comando del capitano De Vaix, entrò in collisione con l'Adriatic, un brigantino a tre alberi in rotta da Belfast, Maine, a Savannah, Georgia con la nave-faro di Nantucket orientata a nord-nord-ovest e distante 60 miglia.
L'Adriatic continuò a navigare, con il suo capitano apparentemente ignaro del fatto che il Lyonnais era stato gravemente danneggiato. La collisione aveva aperto una falla sulla linea di galleggiamento e una, più in basso, vicino al locale caldaia, che si tentò, invano, di chiudere con materassi e trapunte, ma il mare mosso ostacolò le operazioni. Fu anche tentato di alleggerire la nave gettando fuoribordo tutto ciò che si riteneva inutile al fine di alleggerire lo scafo nel tentativo di portare la falla ad emergere sopra dalla superficie del mare. Il motore rimase in funzione per circa 10 minuti prima che i fuochi della caldaia venissero spenti dall'acqua che stava entrando da un foro vicino alla linea di galleggiamento dello scafo. Nel frattempo passeggeri ed equipaggio costruirono una zattera con alberi, pollai e porte, poiché era evidente che le scialuppe di salvataggio del Lyonnais non erano sufficienti a contenere tutti a i passeggeri e i membri dell'equipaggio, 132,  presenti a bordo. I tentativi di salvare il Lyonnais durarono circa sette ore, e al mattino, del 2 novembre fu deciso di abbandonare la nave. Più di 100 persone si ammassarono nelle cinque scialuppe di salvataggio e 40 salirono sulla zattera. Riuscirono a restare insieme per alcune ore finché non calò una fitta nebbia, dopodiché si separarono e, ad eccezione di una scialuppa con 18 persone, al comando del secondo ufficiale Laynire, coadiuvato dal secondo ingegnere Desfoux, non furono mai più visti. Due membri dell'equipaggio della scialuppa di salvataggio morirono durante una settimana di mare mosso e clima gelido, prima che i 16 rimasti a bordo (cinque passeggeri e 11 membri dell'equipaggio) venissero salvati dall'equipaggio di un brigantino tedesco Elise, capitano Nordenblott, in rotta da Baltimora a Brema. Il giorno successivo, latitudine 40° 51' Nord, longitudine 65° 40', la Elise incrociò di un brigantino a palo di Amburgo, la Elise, capitano Neilson, diretto a New York. La barca di Brema era a corto di acqua e il capitano Neilson acconsentì immediatamente a dare ai naufraghi, tranne due che proseguirono per Brema, un passaggio per New York. Tra i passeggeri deceduti vi erano Albert Sumner, fratello del senatore abolizionista del Massachusetts Charles Sumner, insieme alla moglie e alla figlia; e John Gardiner Gibson, figlio maggiore di Charles e Catherine Gibson, i primi residenti del Gibson House Museum di Boston.
L'Adriatic, danneggiato, e il suo equipaggio, illeso, arrivarono due giorni dopo a Gloucester per eseguire le riparazioni. Jonathan Durham, capitano dell'Adriatic, in una dichiarazione pubblicata nell'edizione del 19 novembre 1856 del New York Times, affermò che erano circa le 23:00 di una notte stellata ma nebbiosa quando Le Lyonnais cambiò improvvisamente rotta, rendendo inevitabile la collisione. Il capitano americano Durham fu arrestato e processato in Francia e l'incidente sollevò molte questioni legali riguardanti la navigazione. I registri mostrano che la Compagnie Franco-Americaine mantenne solo un servizio irregolare e che fece la sua ultima traversata nel marzo 1857.
Il disastro venne menzionato nel romanzo di Jules Verne Ventimila leghe sotto i mari.  Il relitto e stato identificato della nave esplorativa AWS, DV Tenacious tra il 23 e 24 agosto 2024 a 320 km (200 miglia) da New Bedford, Massachusetts, in un'area nota come Georges Bank, una vasta area di fondale marino rialzato tra Cape Cod, Massachusetts e Cape Sable Island in Nuova Scozia, Canada. Il team dell'Atlantic Wreck Salvage  (AWS) non sta attualmente rivelando la posizione esatta o la profondità dove giace il Lyonnais, poiché intendono tornare sul sito per esplorarlo ulteriormente e documentarlo.